# على قد الحال (مسلسل)
على قد الحال مسلسل تلفزيوني إماراتي، كوميدي تم عرضه في رمضان 1438/2017. المسلسل من بطولة سعاد علي، بدرية أحمد، مرعي الحليان، مروان عبد الله، سعيد بتيجة، كادية القيسي، صوغة، وتأليف جاسم الخراز، وإخراج عمر إبراهيم

## قصة العمل
تدور قصة المسلسل في قالب كوميدي مستوحى من أجواء الثمانينات من خلال قصة عائلة متوسطة الحال يتعرض أفرادها للعديد من المواقف والأحداث التي تكشف عن كثير من تفاصيل الحياة في تلك الفترة بقالب طريف، معتمدا على كوميديا الموقف.